# Sabrina Windmüller
Sabrina Windmüller (Walenstadt, 13 ottobre 1987) è un'ex saltatrice con gli sci svizzera.
È sorella di Bigna, a sua volta saltatrice con gli sci di alto livello.

## Biografia
Sabrina Windmüller ha debuttato nel Circo bianco il 18 gennaio 2006 a Dobbiaco, disputando una gara valida per la Coppa Continentale, la massima competizione femminile di salto prima dell'istituzione della Coppa del Mondo nella stagione 2012, giungendo 31ª.
In Coppa del Mondo ha esordito nella gara inaugurale del 3 dicembre 2011 sul trampolino Lysgårdsbakken di Lillehammer (31ª). Il 7 gennaio 2012 a Hinterzarten (Germania) ha vinto la seconda gara assoluta di Coppa del Mondo, un'individuale HS108, piazzandosi davanti alla statunitense Lindsey Van e all'italiana Lisa Demetz.

## Palmarès

### Coppa del Mondo
- Miglior piazzamento in classifica generale: 20ª nel 2012
- 1 podio (individuale):
  - 1 vittoria

#### Coppa del Mondo - vittorie
| Data           | Località     | Nazione  | Trampolino    |
| -------------- | ------------ | -------- | ------------- |
| 7 gennaio 2012 | Hinterzarten | Germania | Rothaus HS108 |

### Coppa Continentale
- Miglior piazzamento in classifica generale: 19ª nel 2010